# Bryobia annatensis
Bryobia annatensis är en spindeldjursart som beskrevs av David C.M. Manson 1967. Bryobia annatensis ingår i släktet Bryobia och familjen Tetranychidae. Inga underarter finns listade.